# Sonia Margarita Escudero
Sonia Escudero (Salta, 14 de diciembre de 1953) es una política y abogada argentina. Desempeñó el cargo de senadora nacional por la Provincia de Salta desde 2001 hasta el 10 de diciembre de 2013.

## Biografía
Sonia Escudero nació el 14 de diciembre de 1953 en Salta, Provincia de Salta, República Argentina.
Luego de completar sus estudios primarios y secundarios se egresó de la Universidad Católica de Salta como abogada. Ejerció su profesión en el ámbito privado desde agosto de 1977 a 1996. En 1996 el electo gobernador Juan Carlos Romero la designó Secretaria General de la Gobernación en el gabinete del Ejecutivo Provincial. En 2001 fue elegida senadora nacional representando su provincia natal, cargo para el que fue reelegida en 2007. Durante su gestión como senadora, representó a Argentina ante al Parlamento Latinoamericano en donde fue Secretaria General desde el 8 de diciembre de 2006 hasta el 3 de diciembre de 2010. Hoy representa al organismo como Vicepresidenta de la Mesa Directiva de la Asamblea Parlamentaria Euro-Latinoamericana.
Escudero se presentó en las elecciones legislativas de 2013 con las intenciones de renovar su banca en el senado detrás de la candidatura en primer lugar de Juan Carlos Romero. En su momento supo manifestar sus intenciones de presentarse para Gobernadora de Salta en 2015.
En las elecciones primarias del 2017, Sonia se presenta como precandidata a Diputada Nacional por el frente Unidad y Renovación que era apoyado por el gobernador Urtubey. Perdió las internas contra el candidato Andrés Zottos que luego conseguiría una banca para el frente. presidió la Comisión de Obras Públicas y Urbanismo.
En 2021 se presentó como candidata a convencional constituyente por la lista del Frente de Todos obteniendo dos bancas para la convención. Se desempeñó en el cargo entre septiembre y diciembre de 2021.
Es una importante dirigente del Partido Justicialista de Salta.

## Cargos públicos
- Secretaria General de la Gobernación de Salta. (1996-2001)
- Senadora de la Nación electa por la Provincia de Salta. (2001-2007)
- Senadora de la Nación electa por la Provincia de Salta. (2007-2013)
- Secretaria de Comisiones del Parlamento Latinoamericano. (2002-2006)
- Secretaria General del Parlamento Latinoamericano. (2006-2010)

## Otros cargos y funciones desempeñados
- Diputada suplente en el Parlamento del Mercosur.
- Presidenta del Grupo de Parlamentarios Amigos de Australia.
- Presidenta del Grupo de Parlamentarios Amigos de Paraguay.
- Integra los grupos de Parlamentarios Amigos de Uruguay, Bolivia, India y la República Árabe de Egipto.
- Presidenta del Foro Parlamentario de Armas Pequeñas y Ligeras.
- Miembro del Grupo Mundial de Parlamentarios contra la Corrupción (GOPAC).
- Miembro de Eurolat, asamblea creada en 2006 con el propósito de impulsar las relaciones parlamentarias. Está integrada por 150 parlamentarios, 75 procedentes del Parlamento Europeo y 75 de los Parlamentos Andino, Centroamericano, Latinoamericano y del Mercosur.
- Miembro de la Rama Argentina del Grupo de Estudios Parlamentarios del Centro para Estudios Estratégicos e Internacionales (CSIS).
- Miembro de RAP, Red de Acción Política.

## Funciones desempeñadas como Senadora Nacional
- Presidenta de la Comisión de Justicia y Asuntos Penales.
- Vicepresidenta de la Comisión de Asuntos Administrativos y Municipales.
- Vocal de la Comisión de Legislación General.
- Vocal de la Comisión de Acuerdos.
- Vocal de la Comisión de Relaciones Exteriores y Culto.
- Vocal de la Comisión de Infraestructura, Vivienda y Transporte.
- Integra la Comisión Bicameral Permanente de Promoción y Seguimiento de la Comunicación Audiovisual.
- Vocal de la Comisión Especial de Apoyo, Seguimiento de las obras aprovechamiento integral y múltiple de los recursos hídricos del Río Bermejo.
- Integra la Banca Especial de la Mujer.

## Leyes y Proyectos de su autoría como senadora
A lo largo de 2010 presentó 126 proyectos, de los cuales 49 son de ley, 15 de resolución, 34 de comunicación y 26 de declaración. 
- LEY N° 26.534 creando el Instituto Nacional de Investigaciones, Diagnóstico y Tratamiento de Enfermedades Tropicales (INET) que será localizado en el norte del país.
- Creación de un Régimen Penal para menores, a partir de los 14 años. (S-734/08). El texto con media sanción, fue girado a la Cámara de Diputados.
- Ley Nº 26.551 modificando el Código Penal respecto del delito de calumnias e injurias en materia de libertad de expresión. Fue tenido a la vista el proyecto(S-4199/08).
- Creando la Comisión Permanente de Ética Parlamentaria en el Senado de la Nación. (S-0098/09)
- Creando el Régimen de Tarifa Social de Servicios Públicos, de aplicación a los usuarios de servicios públicos de electricidad y gas natural concesionados por el Estado Nacional y por aquellas jurisdicciones que adhieran al mismo. (S-1923/09)
- Creando el Servicio Federal de Salud para Comunidades Indígenas. (S-0095/09)
- Proyecto por el cual se modifican varios artículos del Código Civil, con el objeto de prever la adopción conjunta por parte de convivientes que acrediten una convivencia estable de al menos 5 años. Por debajo de ese plazo podrán hacerlo si acreditaran imposibilidad para procrear. (S-0481/09)
- Derogando la ley 23.681 que establece un recargo en el precio de la energía eléctrica para ser destinado a la empresa de servicios públicos Sociedad del Estado de Santa Cruz. (S-1827/09)
- Modificando la Ley de Ministerios transfiriendo la Secretaría de Seguridad Interior, Gendarmería, Prefectura, Policía Federal Argentina (PFA), Policía de Seguridad Aeroportuaria, Registro Nacional de Armas (RENAR), Caja de Retiros de la PFA, al Ministerio del Interior de la Nación. (S-0726/09)